# Daniela Marzo
Daniela Marzo ist eine deutsche Sprachwissenschaftlerin und seit 2020 ordentliche Professorin für Romanische Sprachwissenschaft an der Albert-Ludwigs-Universität Freiburg.

## Leben
2003 erwarb Daniela Marzo den M.A. (Magister Artium) in Romanischer Philologie (Französisch, Italienisch, Katalanisch und Sardisch) und Amerikanistik an der Universität Tübingen. Studienaufenthalte an der Universität Rennes 2, der Universität Pisa und der Universität Maynooth (Irland) und ein 10-monatiger Forschungsaufenthalt an der Universität Lyon II. Im Jahr 2013 wurde sie mit einer Dissertation über Polysemie als Verfahren lexikalischer Motivation: Theorie und Empirie am Beispiel von Metonymie und Metapher im Französischen und Italienischen zur Dr. phil. in Romanischer Philologie in Tübingen promoviert. Seit 2020 ist sie ordentliche Professorin für Romanische Sprachwissenschaft mit Schwerpunkt auf den Sprachen Französisch, Italienisch und Sardisch an der Albert-Ludwigs-Universität Freiburg.

## Forschungsschwerpunkte
Ihre Forschungsschwerpunkte sind Morphologie (Morphologie-Syntax-Schnittstelle, Konversion in romanischen Sprachen, altitalienische Wortbildung); Semantik und Lexikologie (Polysemie, lexikalische Motivation, Ikonizität); Kontaktlinguistik (hauptsächlich Dialekt-Dialekt, Dialekt-Standard); Standardisierung, Koineisierung und Sprachwandel in Minderheitensprachen (mit Schwerpunkt auf Sardinien und Südfrankreich).